# Крвава свадба на Брзави
„Крвава свадба на Брзави” је југословенски кратки ТВ филм из 1980. године. Режирао га је Живко Николић а сценарио је написао Драгомир Брајковић.

## Улоге
| Глумац          | Улога |
| --------------- | ----- |
| Петар Банићевић |       |